# Mistrovství Československa jednotlivců na klasické ploché dráze 1964
Mistrovství Československa jednotlivců na klasické ploché dráze 1964 se skládalo ze 3 závodů, kterým předcházela kvalifikace.

## Závody
Z1 = Praha - 29. 8. 1964
Z2 = Mšeno - 30. 8. 1964
Z3 = Olomouc - 13. 9. 1964

## Celkové výsledky
| Pořadí | Jméno             | Klub              | Body     | Body celkem |
| ------ | ----------------- | ----------------- | -------- | ----------- |
| 1.     | Luboš Tomíček     | Rudá hvězda Praha | 80,30,80 | 160         |
| 2.     | Jaroslav Volf II  | Ústí nad Labem    | 60,80,-  | 140         |
| 3.     | Antonín Kasper    | Rudá hvězda Praha | 8,60,30  | 90          |
| 4.     | Pavel Mareš       | Rudá hvězda Praha | 40,40,-  | 80          |
| 5.     | Jan Holub         | České Budějovice  | 7,6,60   | 67          |
| 6.     | Antonín Šváb      | Divišov           | 9,20,40  | 60          |
| 7.     | František Ledecký | Praha             | 30,4,9   | 39          |
| 8.     | Stanislav Kubíček | České Budějovice  | -,10,20  | 30          |
| 9.     | Zdeněk Kovář      |                   | 20,2,-   | 22          |
| 10.    | Miroslav Šmíd     | Plzeň             | 10,8,10  | 20          |
| 11.    | Richard Janíček   | Rudá hvězda Praha | -,0,-    | 0           |
| 11.    | Karel Polák       | Plzeň             | -,9,7    | 16          |
| 12.    | Bohumír Bartoněk  | Rudá hvězda Praha | -,7,8    | 15          |
| 13.    | Miloslav Špinka   | Pardubice         | -,3,6    | 9           |
| 14.    | Karel Průša       | Ústí nad Labem    | -,5,-    | 15          |
| 15.    | Milan Wagner      | Praha             | -,-,5    | 5           |
| 16.    | Miloslav Verner   | Praha             | -,-,4    | 4           |
| 17.    | Josef Blecha      | Plzeň             | -,0,3    | 3           |
| 18.    | Jan Knedlík       | Ústí nad Labem    | -,-,2    | 2           |
| 19.    | Antonín Novák     | Rudá hvězda Praha | -,1,-    | 1           |
| 20.    | Ivan Dedina       | Banská Bystrica   | -,-,1    | 1           |

### Kvalifikace - skupina D - 1. závodČeské Budějovice18. července 1964, 2. závodDolní Čermná23. srpna 1964
| Pořadí | Jméno             | Klub              | Body | Body celkem |
| ------ | ----------------- | ----------------- | ---- | ----------- |
| 1.     | Jaroslav Volf II  | Ústí nad Labem    |      | 140         |
| 2.     | Antonín Šváb      | Divišov           |      | 140         |
| 3.     | Stanislav Kubíček | České Budějovice  |      | 60          |
| 4.     | Zdeněk Kovář      |                   |      | 48          |
| 5.     | Karel Polák       | Plzeň             |      | 44          |
| 6.     | Antonín Novák     | Rudá hvězda Praha |      | 28          |
| 7.     | Miloslav Špinka   | Pardubice         |      | 27          |
| 8.     | Josef Blecha      | Plzeň             |      | 18          |
| 9.     | Jan Knedlík       | Ústí nad Labem    |      | 16          |
| 10.    | Miloslav Verner   | Praha             |      | 15          |
|        | Karel Fojtík      | Ostrava           |      | 7           |
|        | Josef Slunéčko    | České Budějovice  |      | 6           |
|        | Jaroslav Machač   | Rudá hvězda Praha |      | 3           |
|        | Rudolf Havelka    | Pardubice         |      |             |
|        | Stanislav Svoboda | Ústí nad Labem    |      |             |
|        | Pavol Krč         | Banská Bystrica   |      |             |
| .      | Pavel Šilha       | Ostrava           |      |             |
|        | Evžen Erban       | Pardubice         |      |             |

### Kvalifikace - skupina E - 1. závodHradec Králové22. července 1964, 2. závodBanská Bystrica16. srpna 1964
| Pořadí | Jméno                | Klub              | Body  | Body celkem |
| ------ | -------------------- | ----------------- | ----- | ----------- |
| 1.     | Antonín Kasper       | Praha             | 80,60 | 140         |
| 2.     | Luboš Tomíček        | Rudá hvězda Praha | 60,30 | 90          |
| 3.     | Miroslav Šmíd        | Rudá hvězda Praha | 6,80  | 86          |
| 4.     | Pavel Mareš          | Rudá hvězda Praha | 40,20 | 60          |
| 12.    | Jan Holub            | České Budějovice  | 9,40  | 49          |
| 6.     | Karel Průša          | Ústí nad Labem    | 30,2  | 32          |
| 7.     | Bohumír Bartoněk     | Rudá hvězda Praha | 20,9  | 29          |
| 8.     | František Ledecký    | Praha             | 7,10  | 17          |
| 9.     | Richard Janíček      | Rudá hvězda Praha | 10,7  | 17          |
| 10.    | Zdeněk Matula        | Ostrava           | 8,6   | 14          |
| 11.    | Miloslav Wagner      | Praha             | 5,5   | 10          |
| 12.    | Ivan Dedina          | Banská Bystrica   | -,8   | 8           |
| 13.    | Josef Laštovka       | Pardubice         | 3,4   | 7           |
| 14.    | Jaroslav Vidrma      |                   | 4,1   | 5           |
| 15.    | Jan Zloch            | Brno              | 2,3   | 5           |
| 16.    | Jaroslav Volf        | Ústí nad Labem    | 1,0   | 1           |
| 17.    | Roman Irmiš          | České Budějovice  |       |             |
| 17.    | Dobroslav Přichystal | Ostrava           |       |             |
| 17.    | Karol Kubela         | Zohor             |       |             |

Body
1. místo – 80 bodů
2. místo – 60 bodů
3. místo – 40 bodů
4. místo – 30 bodů
5. místo – 20 bodů
6. místo – 10 bodů
7. místo – 9 bodů
8. místo – 8 bodů
9. místo – 7 bodů
10. místo – 6 bodů
11. místo – 5 bodů
12. místo – 4 body
13. místo – 3 body
14. místo – 2 body
15. místo – 1 bod
Započítávaly se 2 nejlepší výsledky ze 3.